# 周蕃
周蕃（1432年—？年），字世昌，四川重慶府長壽縣人，民籍，治《詩經》，年三十八歲中式成化五年（1469年）己丑科第三甲第一百零五名進士。十二月十一日生，行一，曾祖周貴、祖周紹敬，贈戶部主事、父周天民，知府；母陳氏(贈安人)；繼母何氏；繼母但氏(封安人)。慈侍下，妻張氏，繼妻黃氏；弟華(國子生)；蕡；蓁；茞。由國子生中式四川鄉試第三十三名舉人，會試中式第二百四十一名。